# مدام دولافال
مدام دولافال Mme. Delaval (اسمها الأصلي: أديلايد سوزان كاميل لاريفييه)  (12 أكتوبر 1763 - 1804 ) كانت عازفة هارب وبيانو وملحنة فرنسية.
تزوجت أديلايد من بيير دولافال في 3 أغسطس 1790 في ليون . انتقلوا مع أختها أجاث إلى لندن خلال الثورة الفرنسية. عملت مع يوهان بيتر سالومون في الحفلات الموسيقية في ميدان هانوفر في لندن عام 1790 وعزفت في حفل هايدن الأول عام 1792.